# Apsil atripes
Apsil atripes är en tvåvingeart som beskrevs av Malloch 1934. Apsil atripes ingår i släktet Apsil och familjen husflugor. Inga underarter finns listade i Catalogue of Life.